# Jules Verne

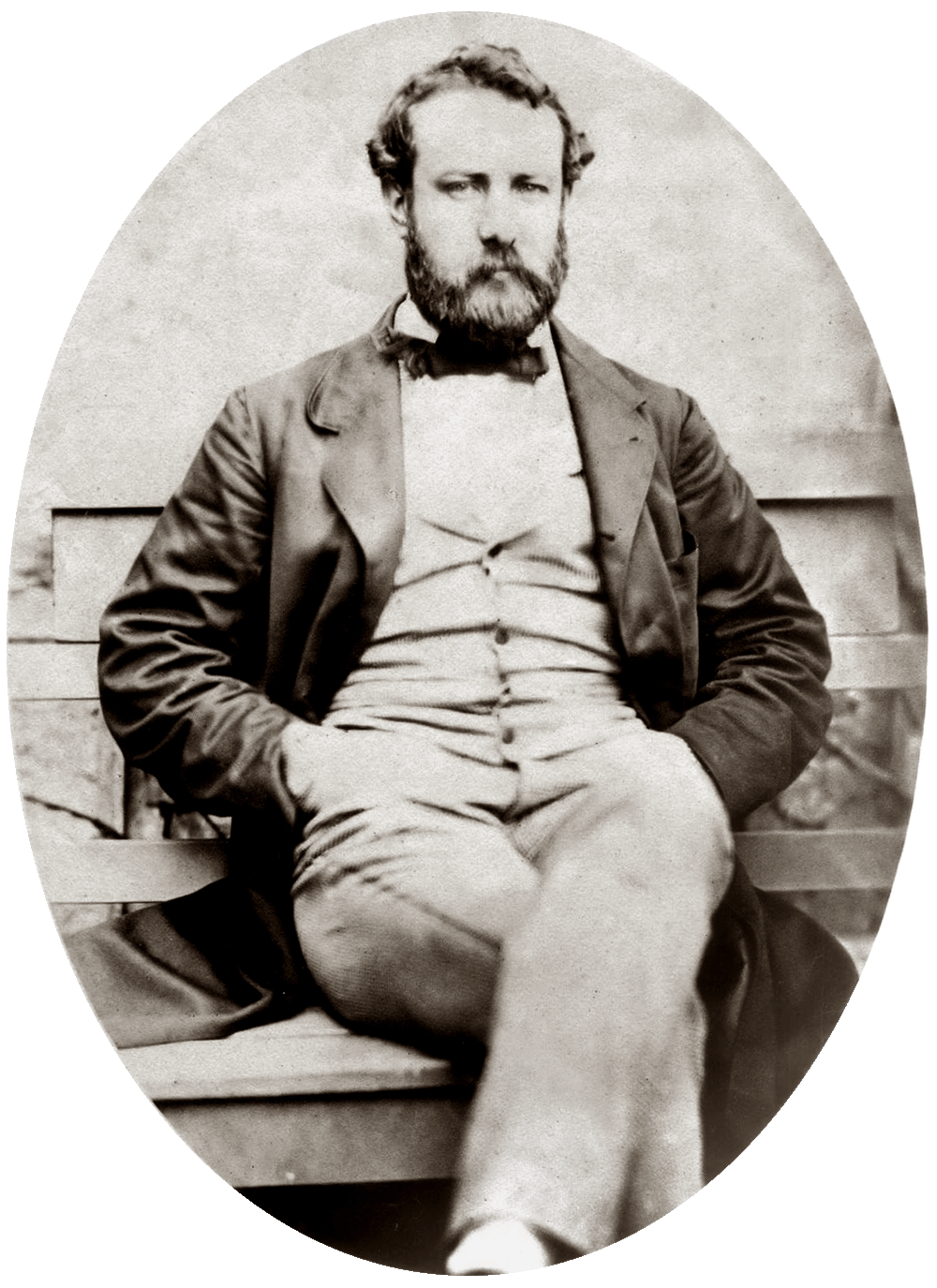
Jules Verne (1856)

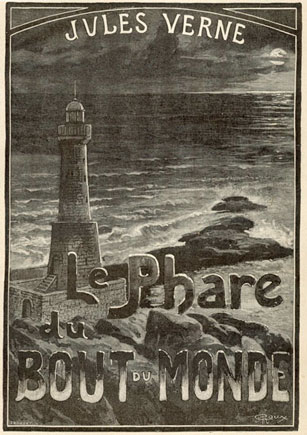
„Der Leuchtturm am Ende der Welt“ gilt als einer der besten Romane der literarischen Gattung von Jules Verne.

Jules Gabriel Verne (* 8. Februar 1828 in Nantes; † 24. März 1905 in Amiens) war ein berühmter französischer Schriftsteller.
Jules Verne (im Deutschen früher auch Julius Verne) wurde vor allem durch seine Romane Die Reise zum Mittelpunkt der Erde (1864), 20.000 Meilen unter dem Meer (1869–1870) sowie Reise um die Erde in 80 Tagen (1873) bekannt. Neben Hugo Gernsback, Kurd Laßwitz und H. G. Wells gilt Verne als einer der Begründer der Science-Fiction-Literatur.

## Leben
Jules Verne wuchs im Reederviertel der Hafenstadt Nantes als ältestes von fünf Kindern eines Anwalts und seiner aus Reederkreisen stammenden Frau auf. Als Elfjähriger soll er heimlich versucht haben, eine Seereise als Schiffsjunge anzutreten, aber im letzten Moment von Bord geholt worden sein. Seine Schulzeit verbrachte er auf katholischen Privatschulen seiner Heimatstadt und beendete sie dort 1846 auf dem staatlichen Gymnasium. Anschließend ging er zum Jurastudium nach Paris, weil er die väterliche Anwaltspraxis übernehmen sollte.
Spätestens als Student begann er jedoch zu schreiben und erhielt Kontakt zur Welt der Pariser Literaten, u. a. zu Alexandre Dumas, der ihn etwas protegierte, und zu dessen Sohn Alexandre Dumas dem Jüngeren, mit dem er sich anfreundete.

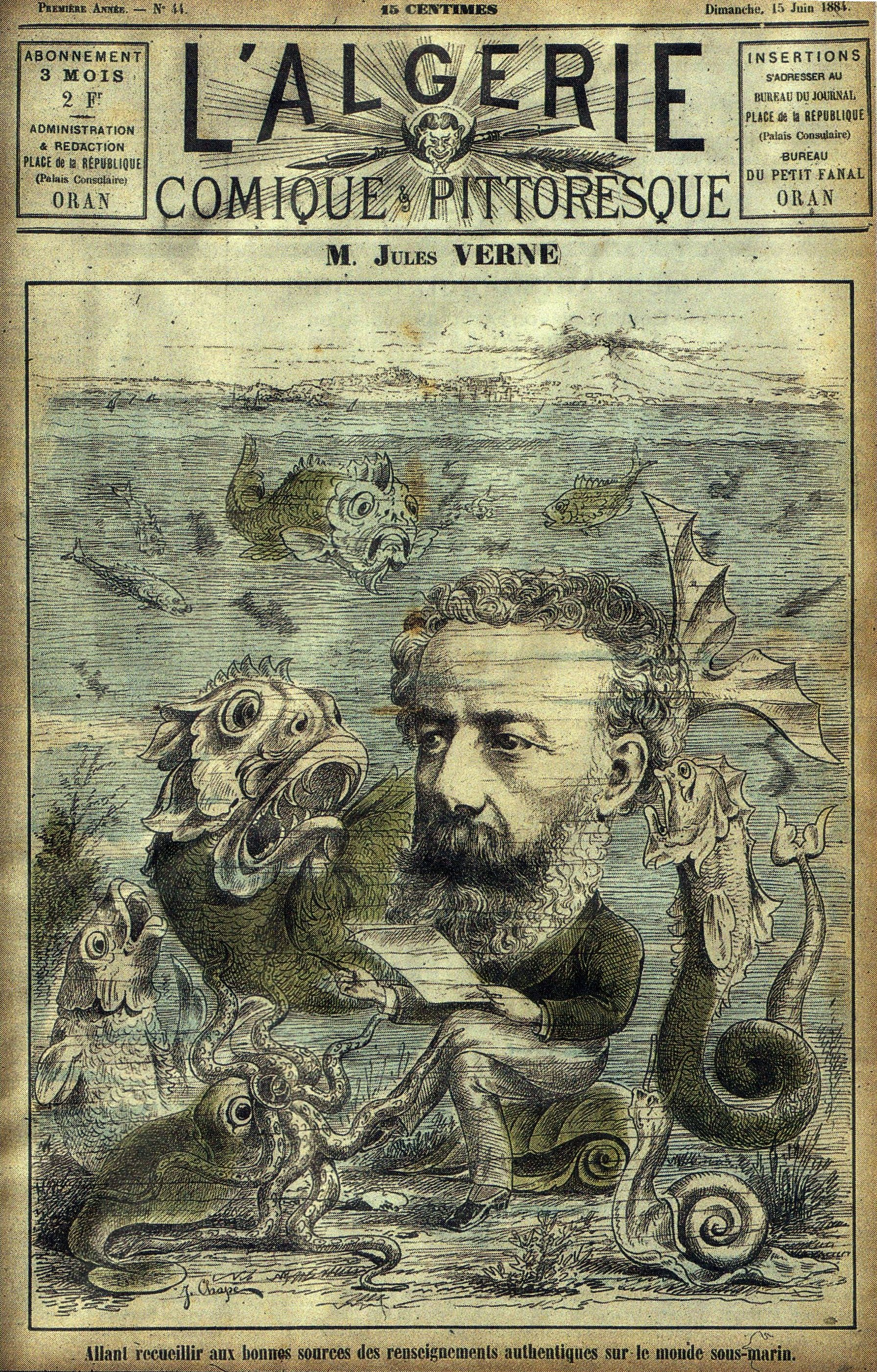
Karikatur von 1884

Er blieb deshalb nach Abschluss des Studiums (1849) in Paris, wo er bis zu seinem Umzug nach Amiens lebte, und versuchte sich zunächst vor allem in verschiedenen dramatischen Genres, von der Tragödie bis zum Opernlibretto. 1851 wurde ein erstes Stück von einer literarischen Zeitschrift angenommen, in welcher im selben Jahr auch zwei Erzählungen von ihm erschienen. Deren Sujets ‚Seefahrt’ bzw. ‚Ballonfahrt’ ließen Verne nicht mehr los, auch wenn er noch längere Zeit vorwiegend Texte mit ganz anderer Thematik verfasste.
1852 wurde er Sekretär des Intendanten des Pariser Théâtre-Lyrique, für das er in den nächsten Jahren teils allein, teils in einem Autorenteam Stücke produzierte. Zugleich schrieb er weiterhin Erzählungen mit unterschiedlicher Thematik, darunter 1855 die Reise-Abenteuer-Erzählung Un hivernage dans les glaces (Eine Überwinterung im Eis).
Er heiratete 1857 die verwitwete Honorine Anne Hébée (de Viane) Verne (1829–1910), die zwei Kinder mit in die Ehe brachte. Sie bekamen 1861 mit Michel einen gemeinsamen Sohn. Verne betätigte sich danach einige Jahre mäßig erfolgreich in dem bürgerlichen Beruf eines Börsenmaklers. Nebenher (1859 und 1861) machte er mit dem befreundeten Komponisten Aristide Hignard Schiffsreisen nach Schottland und nach Norwegen, die ihm die Welt der Seefahrt erschlossen. Die erste Reise war Grundlage des Romans Voyage à reculons en Angleterre et Écosse (Reise mit Hindernissen nach England und Schottland), der zu Vernes Lebzeiten nicht veröffentlicht wurde.
Doch versuchte er auch weiterhin zu schreiben. Entscheidend war schließlich, dass er 1862 den umtriebigen Jugendbuchverleger Pierre-Jules Hetzel kennenlernte. Dieser brachte seinen gerade fertigen ersten Science-Fiction-Reiseroman Cinq semaines en ballon (Fünf Wochen im Ballon) heraus, nahm ihn für weitere Romane derselben Machart unter Vertrag und leitete ihn zum publikumswirksamen Schreiben an. Spätestens über Hetzel kam Verne auch in Kontakt mit Naturforschern und Erfindern, die seine Kenntnisse erweiterten, ihn fachlich berieten und ihm zu Ideen verhalfen, die er in einem immensen Zettelkasten sammelte.
Mit dem Erfolg der Fünf Wochen im Ballon hatte Verne seinen Durchbruch als Autor, dennoch war dieses Werk nicht sofort ein Verkaufsschlager, sondern wurde über vier Jahrzehnte kontinuierlich in mehreren Auflagen verkauft. In den folgenden Jahren schrieb er zahlreiche Romane, die meist fortsetzungsweise in Hetzels 1864 gegründeter Jugendzeitschrift Magazin illustré d’éducation et de récréation (Illustrierte für Erziehung und Erholung) erschienen, ehe sie auch als Buch herauskamen. Seine eigentliche Domäne hierbei waren und blieben Reise- und Abenteuerromane mit mehr oder weniger großem Science-Fiction-Anteil, die von Hetzel deshalb unter der Rubrik Voyages extraordinaires (Außergewöhnliche Reisen) vermarktet wurden. Hierin nahm Verne mit viel wissenschaftlicher und technischer Intuition manche später realisierte Entwicklung vorweg, wobei dies im Schwerpunkt nur die Literatur der ersten 12 Jahre nach dem Erstlingswerk betraf.

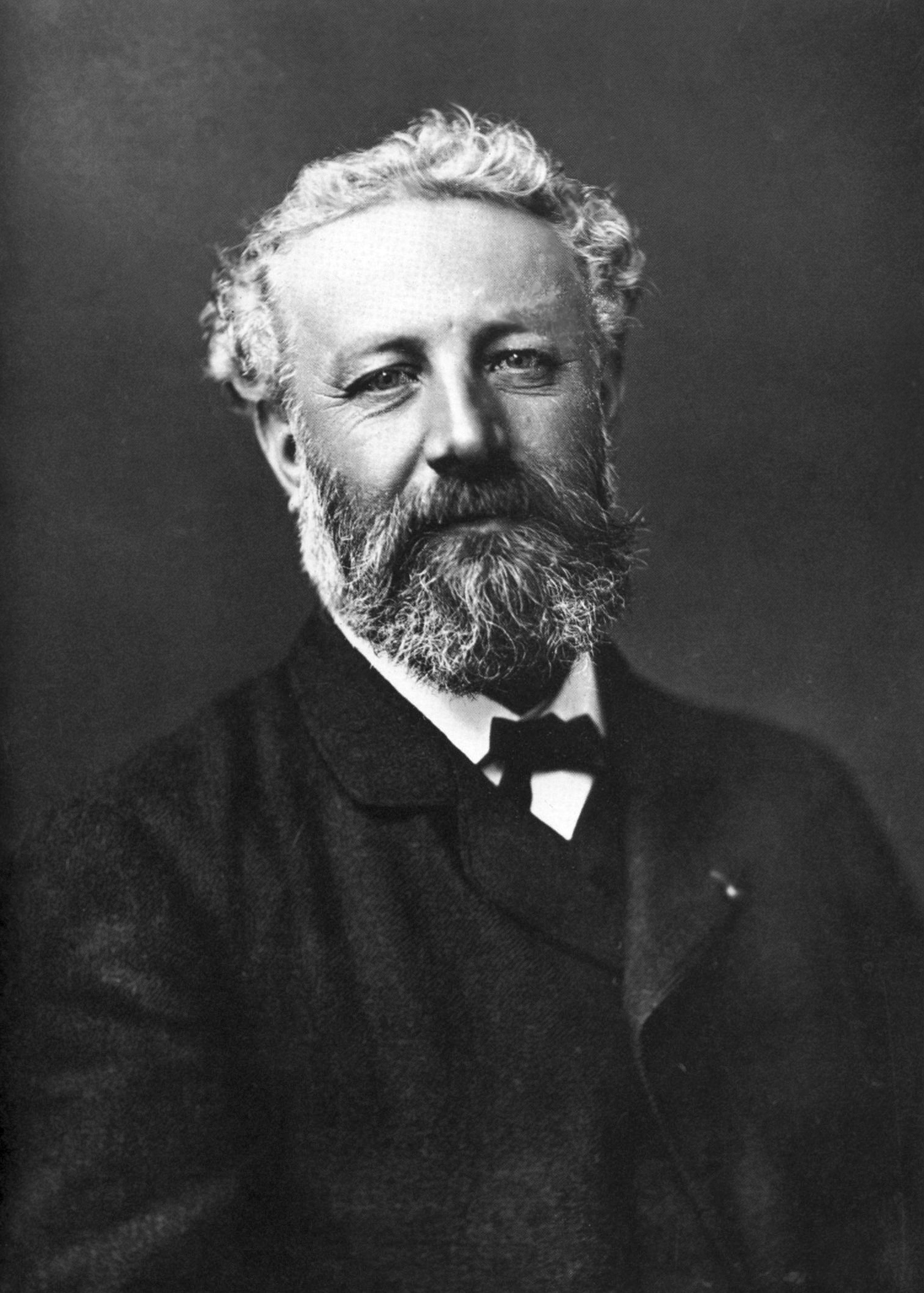
Circa 1878, fotografiert von Nadar

Seine bekanntesten Romane sind: Voyages et aventures du capitaine Hatteras (Abenteuer des Kapitän Hatteras, 1864/65); Voyage au centre de la Terre (Reise zum Mittelpunkt der Erde, 1864); De la Terre à la Lune (Von der Erde zum Mond, 1865); Autour de la Lune (Reise um den Mond, 1869); Vingt mille lieues sous les mers (Zwanzigtausend Meilen unter dem Meer, 1869). 1872 kam als sein größter Erfolg Le Tour du monde en 80 jours (Reise um die Erde in 80 Tagen) heraus, das er mit Adolphe d’Ennery als Co-Autor auch für das Theater adaptierte. 1876 erschien, ähnlich erfolgreich, der in Sibirien spielende Abenteuer-Politkrimi Michel Strogoff (Der Kurier des Zaren), der ebenfalls zu einem Stück verarbeitet wurde.
Spätestens seit Le Tour du monde war Verne ein geachteter und reicher Mann. Er unternahm zahlreiche Reisen per Bahn und per Schiff, 1867 z. B. mit dem größten Passagierdampfer der Zeit, der Great Eastern, in die USA, und ab 1866 auch mit eigenen Segel- und schließlich Dampfer-Yachten auf Kanal, Nord- und Ostsee sowie im Mittelmeer. Zudem unterhielt er ein repräsentatives Haus in Amiens, der Heimatstadt seiner Frau, wo er seit 1870 lebte. In diesem Jahr wurde er zum Ritter der Ehrenlegion ernannt. Auch wurde er – für einen Nichtbriten ungewöhnlich – in den renommierten Londoner Travellers Club aufgenommen.

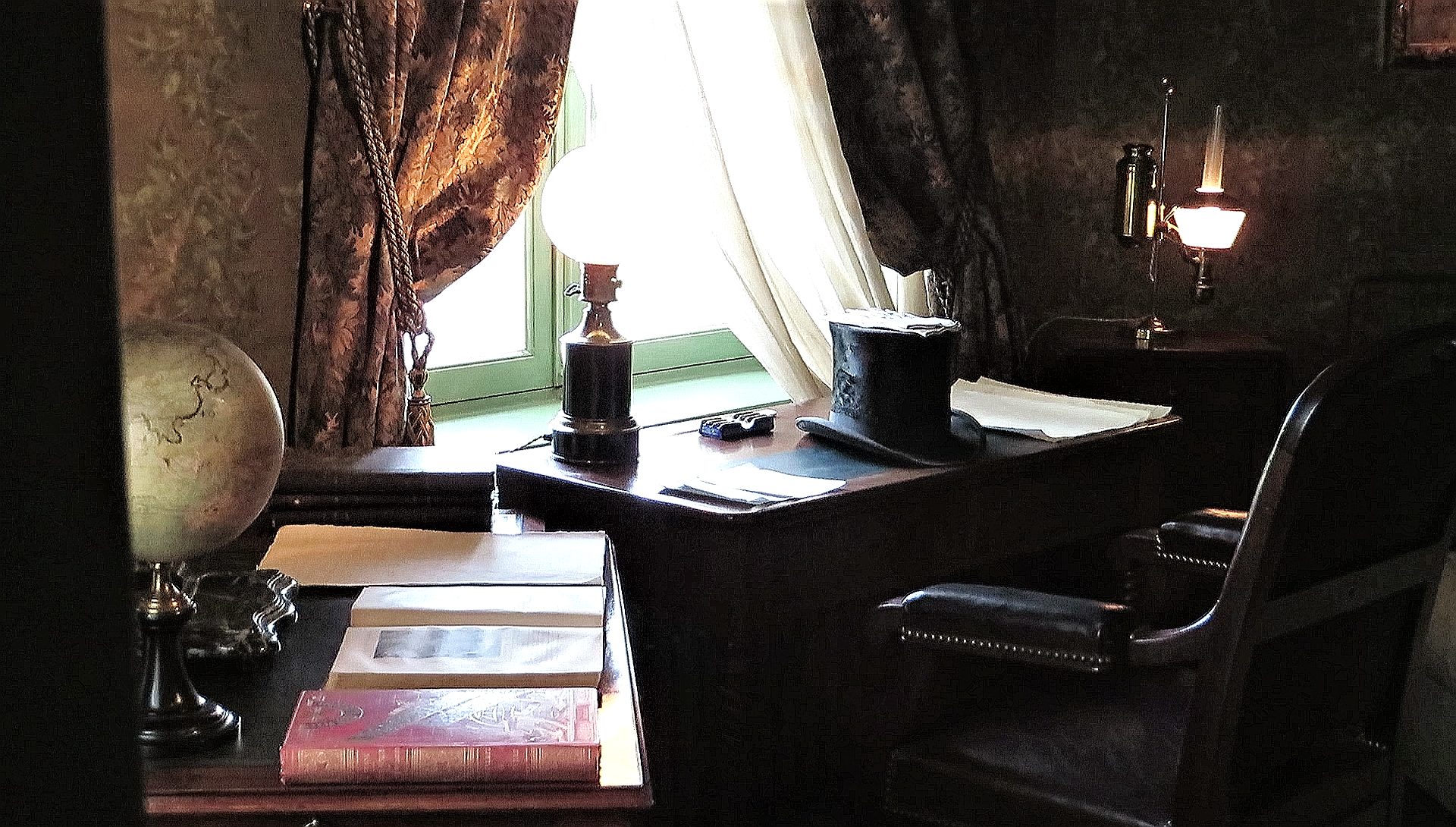
Jules Vernes Schreibtisch in seinem Stadthaus in Amiens (heute Museum)

Kummer bereitete ihm allerdings sein Sohn Michel, den er 1876 als 15-Jährigen zeitweilig in eine Erziehungsanstalt gegeben hatte und mit dem er sich erst 1888 aussöhnte.
1883 scheiterten seine Versuche, sich als Kandidat für die Académie Française ins Spiel zu bringen. Offensichtlich wurden seine Schriften von den anderen „Académiciens“ nicht als seriöse Literatur akzeptiert. Noch heute wird Verne von der zünftigen Literaturgeschichtsschreibung meist nur nebenher erwähnt.
1886 wurde er durch den Pistolenschuss eines psychisch erkrankten Neffen schwer verletzt und behielt Behinderungen zurück. 1888 begann er, sich kommunalpolitisch zu betätigen, und wurde mehrfach in Amiens als Stadtrat gewählt, wobei er zunächst eher der linken, später der rechten Mitte angehörte und sich für Stadtplanung und das städtische Theater engagierte. 1898, bei der Dreyfus-Affäre, wurde er zu den „anti-Dreyfusarden“ gezählt, setzte sich aber 1899 für die Wiederaufnahme des Verfahrens ein.
Am 17. März 1905 erlitt Jules Verne einen Diabetesanfall. Er starb sieben Tage darauf am 24. März 1905.
Nach seinem Tod gab sein Sohn zahlreiche, teils stark bearbeitete Werke aus dem Nachlass heraus und verfasste eigene Werke unter dem Namen seines Vaters.

## Rezeption und Benennungen

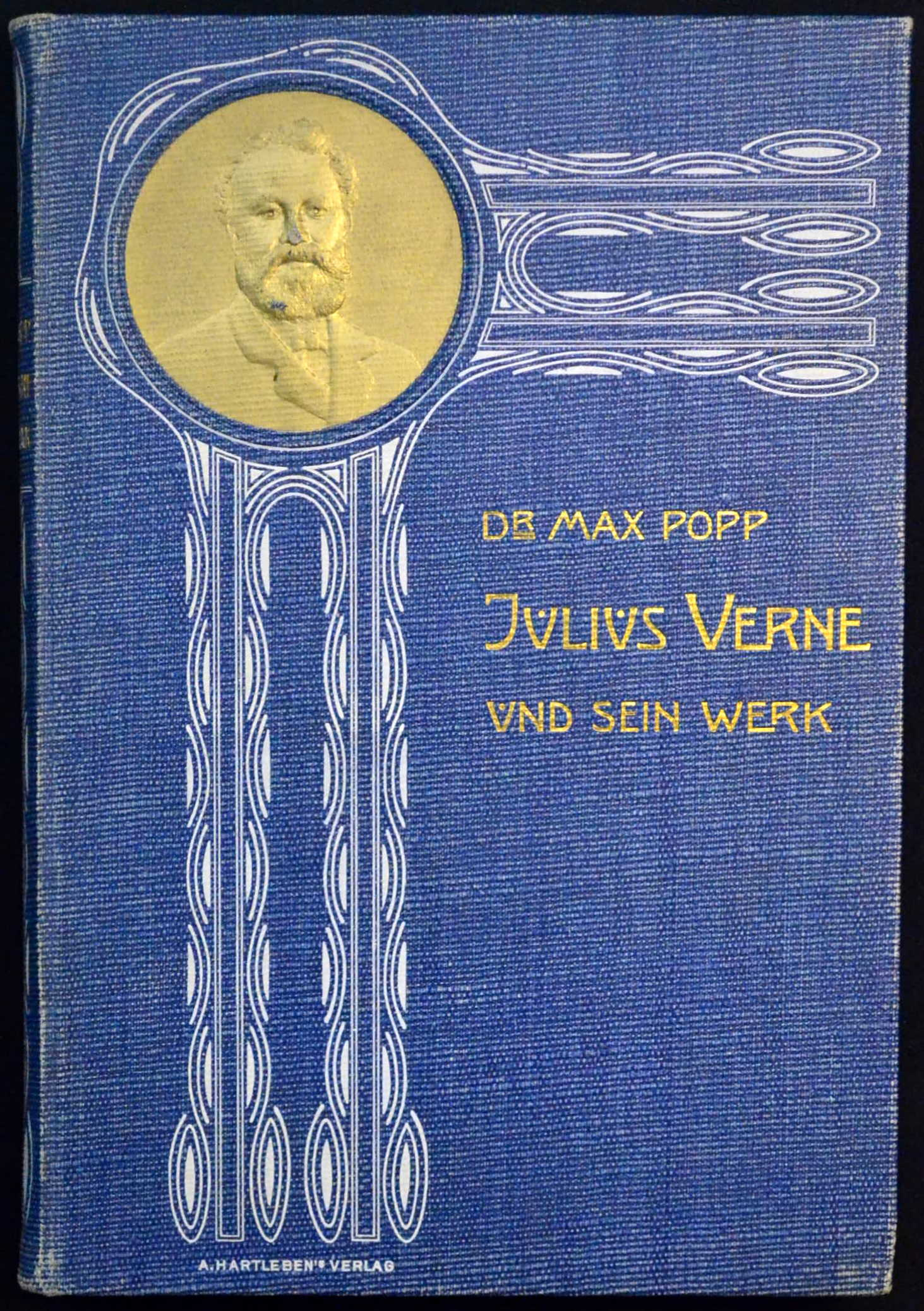
Max Popp veröffentlichte 1909 mit Julius Verne und sein Werk die erste große, deutsche Biografie (aus der Sammlung von Wolfgang Thadewald).

1910 wurde ein von Georges Bareau geschaffenes Denkmal für Jules Verne in seiner Geburtsstadt Nantes enthüllt.
Nach Jules Verne ist die Jules Verne Trophy benannt, eine Auszeichnung für die schnellste Weltumrundung per Segelboot. Des Weiteren heißt das erste ATV (ein unbemannter Raumtransporter der europäischen Weltraumagentur ESA) Jules Verne, ebenso ein kleiner Gebirgszug im Norden der Île de la Possession (im Indik) und ein Impaktkrater auf der erdabgewandten Seite des Mondes. Seit 1995 trägt der Asteroid (5231) Verne seinen Namen, ebenso seit 1961 der Mondkrater Jules Verne und seit 1948 der Mount Verne in der Antarktis sowie die Université de Picardie Jules Verne. 1954 wurde das erste Atom-U-Boot der Welt, die amerikanische Nautilus, nach dem Namen des futuristischen U-Bootes Nautilus aus dem Roman Vingt mille lieues sous les mers benannt.
1999 wurde Verne postum in die Science Fiction Hall of Fame aufgenommen.
Der im Jahre 2000 gegründete Jules-Verne-Club ist die einzige literarische Vereinigung, die sich schwerpunktmäßig mit der deutschsprachigen Rezeption der Werke Jules Vernes befasst.
Zum Gedenken an Jules Verne sind sowohl in seiner Geburtsstadt als auch in Amiens Museen eingerichtet: das Musée Jules-Verne in Nantes und das Maison de Jules Verne in Amiens.
Seit 2000 trägt die Jules-Verne-Straße in Berlin-Kladow seinen Namen.
In der Science-Fiction-Filmkomödie Zurück in die Zukunft III benennen die Hauptcharaktere Dr. Emmett Brown und Clara Clayton ihre gemeinsamen Kinder Jules und Verne nach dem gemeinsamen Lieblingsautor.

## Werke

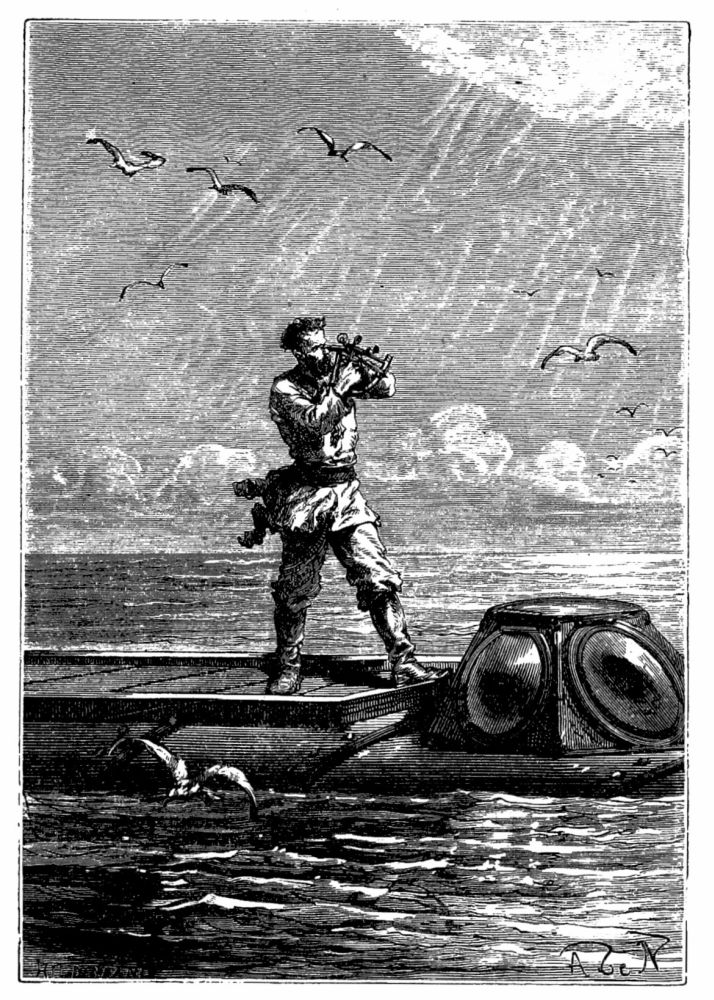
Kapitän Nemo. 20.000 Meilen unter dem Meer

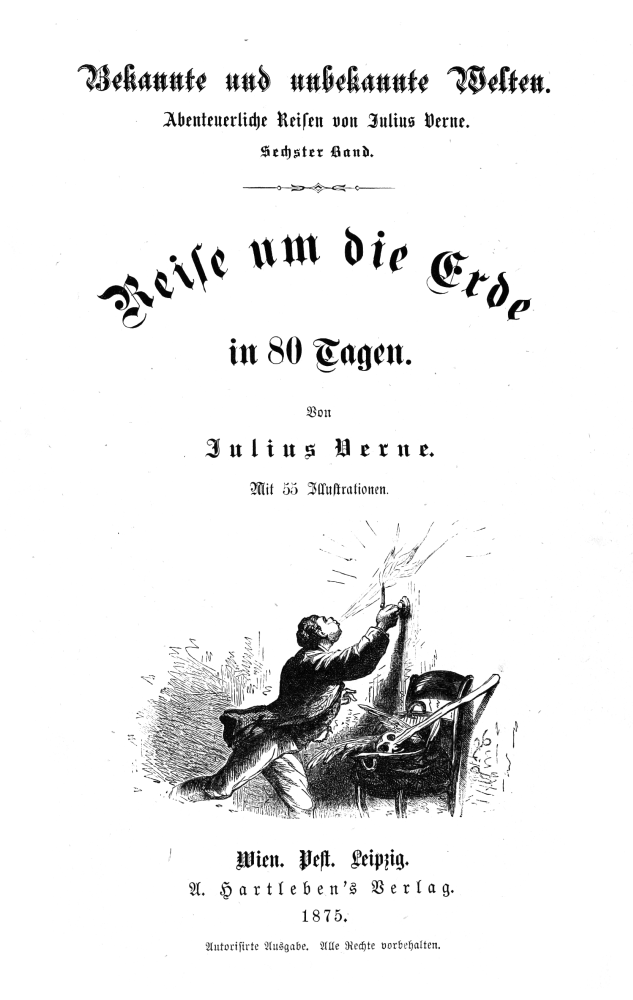
Titelblatt von In 80 Tagen um die Welt, 1875 mit einer Illustration des Zeichners Léon Benett

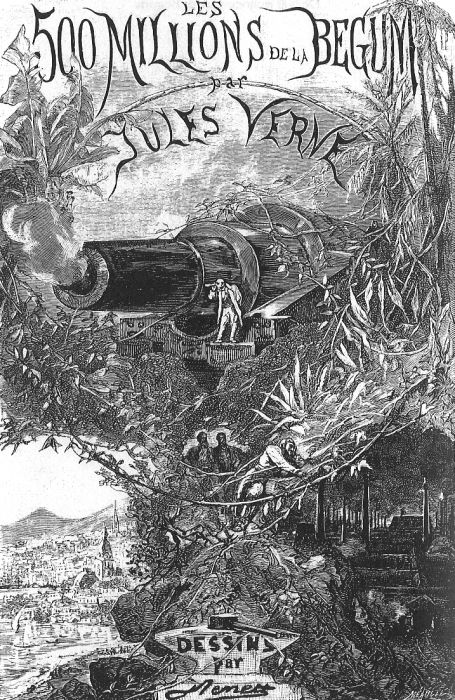
Titelillustration aus der französischen Originalausgabe von Die 500 Millionen der Begum mit einer Illustration des Zeichners Léon Benett

Titelbild der im Hetzel-Verlag erschienenen französischen Originalausgabe von Zwei Jahre Ferien mit einer Illustration des Zeichners Léon Benett

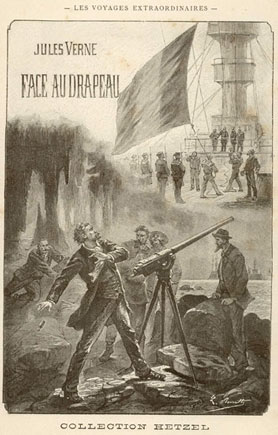
Titelseite der französischen Originalausgabe von Die Erfindung des Verderbens mit einer Illustration des Zeichners Léon Benett

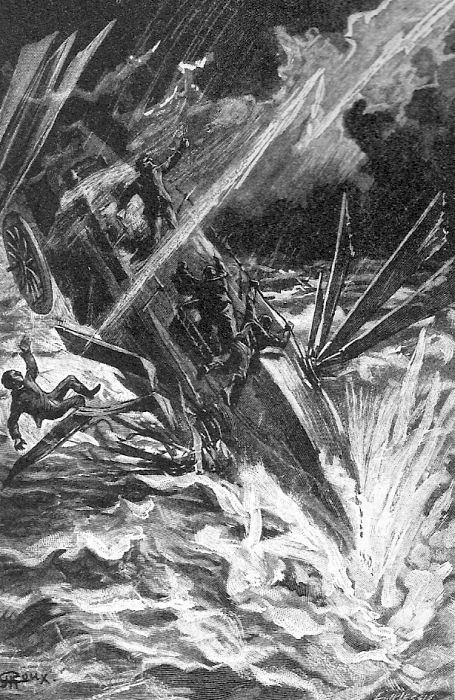
Der Absturz der Epouvante. Der Herr der Welt

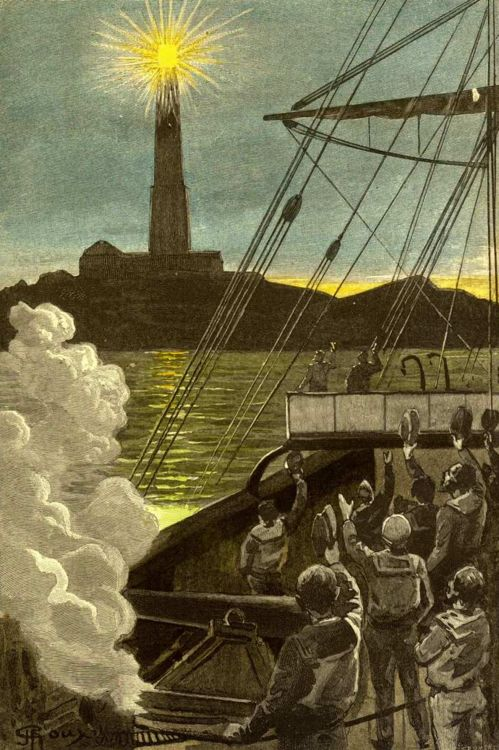
Illustration aus dem Roman Der Leuchtturm am Ende der Welt, gezeichnet von George Roux

### Romane
- Cinq Semaines en ballon. 1863
Fünf Wochen im Ballon. 1875
- Voyage au centre de la Terre. 1864
Die Reise zum Mittelpunkt der Erde. 1873
- De la Terre à la Lune, trajet direct en 97 heures 20 minutes. 1865
Von der Erde zum Mond. 1873
- Voyages et Aventures du capitaine Hatteras. 1866
Abenteuer des Kapitän Hatteras. 1875
- Les Enfants du capitaine Grant. 1867 und 1868
Die Kinder des Kapitän Grant. 1875
- Vingt mille lieues sous les mers. 1869 und 1870
Zwanzigtausend Meilen unter dem Meer. 1874
- Autour de la Lune. 1870
Reise um den Mond. 1873
- Une ville flottante. 1871
Eine schwimmende Stadt. 1875
- Aventures de trois Russes et de trois Anglais dans l’Afrique australe. 1872
 Abenteuer von drei Russen und drei Engländern in Südafrika. 1875
- Le Pays des fourrures. 1873
Das Land der Pelze. 1875
- Le Tour du monde en quatre-vingts jours. 1873
Reise um die Erde in 80 Tagen. 1873
- L’Île mystérieuse. 1874 und 1875
Die geheimnisvolle Insel. 1875 und 1876
- Le Chancellor. 1875
Der Chancellor. 1875
- Michel Strogoff. 1876
Der Kurier des Zaren. 1876
- Hector Servadac. 1877
Reise durch die Sonnenwelt. 1878
- Les Indes noires. 1877
Die Stadt unter der Erde. 1878
- Un capitaine de quinze ans. 1878
Ein Kapitän von 15 Jahren. 1879
- Les Cinq Cents Millions de la Bégum. 1879
Die 500 Millionen der Begum. 1880
- Les Tribulations d’un Chinois en Chine. 1879
Die Leiden eines Chinesen in China. 1880
- La Maison à vapeur. 1880
Das Dampfhaus. 1881
- La Jangada. Huit cents lieues sur l’Amazone. 1881
Die „Jangada“. 1882
- L’École des Robinsons. 1882
Die Schule der Robinsons. 1885
- Le Rayon-vert. 1882
Der grüne Strahl. 1885
- Kéraban-le-têtu. 1883
Keraban der Starrkopf. 1885
- L’Étoile du sud. 1884
Der Südstern oder Das Land der Diamanten. 1886
- L’Archipel en feu. 1884
Der Archipel in Flammen. 1886
- Mathias Sandorf. 1885
Mathias Sandorf. 1887
- Un billet de loterie. 1886
Ein Lotterie-Los. 1887
- Robur-le-conquérant. 1886
Robur der Sieger. 1887
- Le Chemin de France. 1887
Der Weg nach Frankreich. 2012
- Nord contre Sud. 1887
Nord gegen Süd. 1888
- Deux ans de vacances. 1888
Zwei Jahre Ferien. 1889
- Famille-sans-nom. 1889
Die Familie ohne Namen. 1891
- Sans dessus-dessous. 1889
Kein Durcheinander – auch bekannt unter: Alles in Ordnung und Der Schuss am Kilimandscharo. 1891
- César Cascabel. 1890
Cäsar Cascabel. 1891
- Mistress Branican. 1891
Mistress Branican. 1891
- Le Château des Carpathes. 1892
Das Karpatenschloss. 1893
- Claudius Bombarnac. 1892
Claudius Bombarnac. 1893
- P’tit-bonhomme. 1893
Der Findling. 1894
- Mirifiques Aventures de Maître Antifer. 1894
Meister Antifers wunderbare Abenteuer. 1894
- L’Île à hélice. 1895
Die Propellerinsel. 1895
- Face au drapeau. 1896
Vor der Flagge des Vaterlandes. 1896
bekannter unter dem Titel Die Erfindung des Verderbens.
- Clovis Dardentor. 1896
Clovis Dardentor. 1896
- Le Sphinx des glaces. 1897
Die Eissphinx. 1897
- Le Superbe Orénoque. 1898
Der stolze Orinoco. 1898
- Le Testament d’un excentrique. 1899
Das Testament eines Exzentrischen. 1899
- Seconde Patrie. 1900
Das zweite Vaterland. 1901
als Fortsetzung der Robinsonade Der Schweizerische Robinson von Johann David Wyss geschrieben.
- Le Village aérien. 1901
Das Dorf in den Lüften. 1901
- Les Histoires de Jean-Marie Cabidoulin. 1901
Die Historien von Jean-Marie Cabidoulin. 1901
- Les Frères Kip. 1902
Die Gebrüder Kip 1903
- Bourses de voyage. 1903
Reisestipendien. 1903
- Un drame en Livonie. 1904
Ein Drama in Livland. 1904
- Maître-du-monde. 1904
Der Herr der Welt. 1904
- L’Invasion de la mer. 1905
Der Einbruch des Meeres. 1905

Die folgenden Werke aus dem Nachlass Jules Vernes wurden von seinem Sohn Michel Verne mehr oder weniger stark überarbeitet bzw. vollständig allein verfasst und unter dem Namen des Vaters veröffentlicht:
- Le Phare du bout du monde. 1906
Der Leuchtturm am Ende der Welt. 1906
- Le Volcan d’or. 1906
Der Goldvulkan. 1906
- L’Agence Thompson and Co. 1907
Das Reisebüro Thompson & Co. 1907
- La Chasse au météore. 1908
Die Jagd nach dem Meteor. 1908
- Le Pilote du Danube. 1908
Der Pilot von der Donau. 1908
- Les Naufragés du Jonathan. 1909
Die Schiffbrüchigen der „Jonathan“. 1909
- Le Secret de Wilhelm Storitz. 1910
Wilhelm Storitz’ Geheimnis. 1910
- Hier et demain. 1910
Gestern und morgen. 1910
Ein Sammelband, der mehrere der Kurzgeschichten enthält.
- L’Etonnante Aventure de la mission Barsac. 1919, geschrieben von Michel Verne
Das erstaunliche Abenteuer der Expedition Barsac. 1978

Ebenfalls aus dem Nachlass Jules Vernes stammen folgende Werke:
- Un prêtre en 1839. 1845 geschrieben, 1991 veröffentlicht
- Voyage à reculons en Angleterre et Écosse. 1859 bis 1860 geschrieben, 1989 veröffentlicht
Reise mit Hindernissen nach England und Schottland, 1997
- Joyeuses Misères de trois voyageurs en Scandinavie (Romanfragment). 1861
Die fröhlichen Leiden dreier Reisender in Skandinavien. 2020
- L’Oncle Robinson. etwa um 1870 bis 1871 geschrieben, 1991 als Fragment veröffentlicht
Onkel Robinson
- Paris au 20e siècle. 1863 geschrieben, 1994
Paris im 20. Jahrhundert. 1996

### Kurzgeschichten und Erzählungen

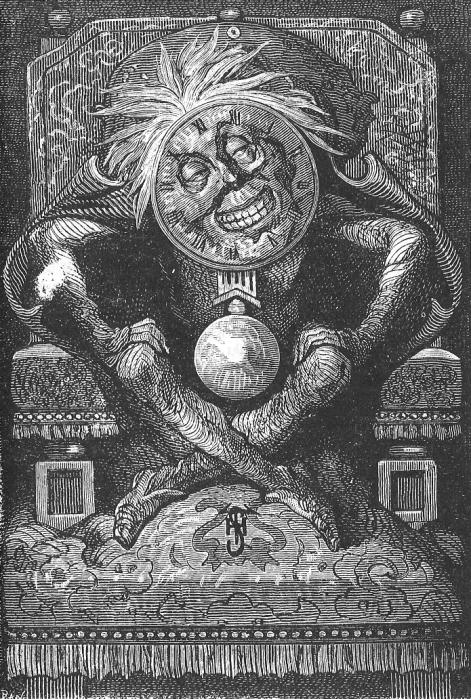
Illustration von Lorenz Froelich für die Kurzgeschichte Meister Zacharius

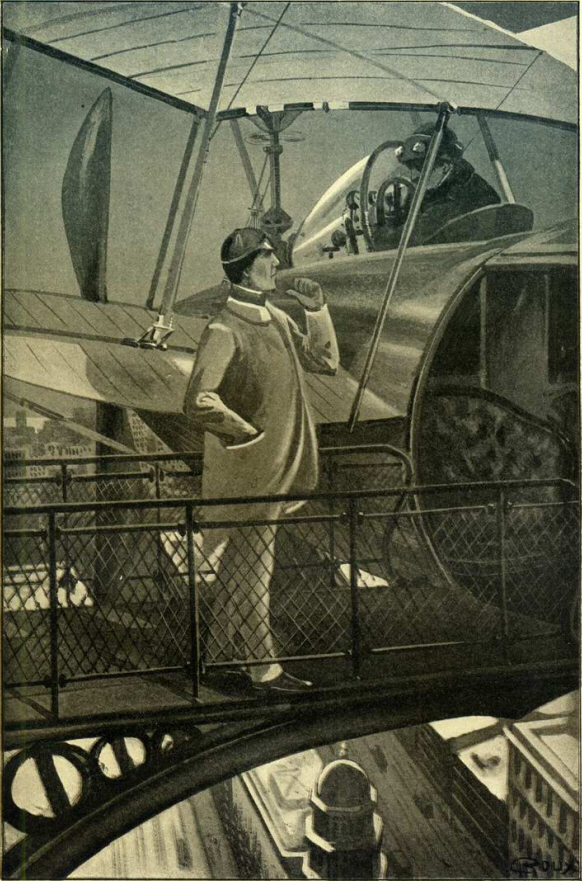
Zeichnung von George Roux zu der Kurzgeschichte „Im XXIX. Jahrhundert – Ein Tag aus dem Leben eines amerikanischen Journalisten im Jahre 2889“

- Jédédias Jamet ou l'histoire d'une succession. 1847 geschrieben, 1991 veröffentlicht
Jédédias Jamet oder die Geschichte einer Erbschaft. 2020
- Pierre-Jean. 1850/51 geschrieben, 1991 veröffentlicht
Pierre-Jean. 2019 deutschsprachige Ausgabe
- Les premiers navires de la marine mexicane. 1851
Ein Drama in Mexiko. 1857
- Un voyage en ballon. 1851 (1874 unter dem Titel Un drame dans les airs veröffentlicht)
Ein Drama in den Lüften
- Martin Paz. 1852
Martin Paz
- Maitre Zacharius ou l’Horloger qui a perdu son ame. 1854
Meister Zacharius
- Le Siège de Rome. 1854 geschrieben, 1991 veröffentlicht
Die Belagerung Roms. 2020
- Un hivernage dans les glaces. 1855
Eine Überwinterung im Eis
- Le Mariage de M. Anselme des Tilleuls. 1855 geschrieben, 1991 veröffentlicht
Die Hochzeit des Herrn Anselme des Tilleuls
- San Carlos. 1860/61 geschrieben, 1991 veröffentlicht
San Carlos. 2019 deutschsprachige Ausgabe
- Le Comte de Chanteleine. 1864
Der Graf von Chanteleine
- Le forceurs de blocus. 1865/1871
Die Blockadebrecher
- Le Humbug. 1867/1910
Der Humbug
- Le Docteur Ox. 1874
Eine Idee des Dr. Ox. 1875
- Une ville idéale. 1875
Eine ideale Stadt
- Les Révoltés de la Bounty. 1879
Die Meuterer von der Bounty
- Frritt-Flacc. 1886
Frritt Flacc
- Gil Braltar. 1887
Gil Braltar
- Aventures de la famille Raton. Conte de fées. 1891
Familie Raton und ihre Abenteuer
- La journée d’un journaliste américain en 2889. 1891
Ein Tag aus dem Leben eines Journalisten im Jahre 2889
- Monsieur Ré-dièze et Mademoiselle Mi-bémol. 1893
Herr Dis und Fräulein Es
- La Destinée de Jean Morénas. 1910, geschrieben von Michel Verne
Das Schicksal von Jean Morénas
- L’Éternel Adam 1910, geschrieben von Michel Verne
Der ewige Adam

### Bühnenwerke (Auswahl)
- La mille et deuxième nuit. 1850; mit Michel Carré; Musik: Aristide Hignard; verschollen
- Les Châteaux en Californie ou Pierre qui roule n’amasse pas mousse. 1852; mit Pitre-Chevalier
- Le colin-maillard. 1853; mit Michel Carré; Musik: Aristide Hignard
- Les compagnons de la Marjolaine. 1855; mit Michel Carré; Musik: Aristide Hignard
- Monsieur de Chimpanzé. 1858; mit Michel Carré; Musik: Aristide Hignard
- Le page de Madame de Marlborough. 1858; Attributierung zu Verne zweifelhaft; Musik: Frédéric Barbier
- L’auberge des Ardennes. 1860; mit Michel Carré; Musik: Aristide Hignard
- Voyage à travers l’impossible – Uraufführung am 25. November 1882

### Sachbücher
- Géographie de la France et de ses colonies. 1867
- Découverte de la terre. 1870 (1878) / 1879 / 1880

Band 1 Les Premiers explorateurs, 1870 (1878) (2 Teilbände)
Band 2 Les Navigateurs du XVIIIe siècle, 1879 (2 Teilbände)
Band 3 Les Voyageurs du XIXe siècle, 1880 (2 Teilbände)

### Essays
- La Pologne, ca. 1848
- Salon de 1857, 1857
- À propos du Géant, 1863
- Edgard Poe et ses œuvres, 1864

## Verfilmungen (Auswahl)
- 1902 – Die Reise zum Mond – Le voyage dans la Lune (F), sw
- 1912 – Die Entdeckung des Nordpols – À la conquête du pôle (F), sw
- 1916 – 20.000 Meilen unter dem Meer (USA)
- 1954 – 20.000 Meilen unter dem Meer (USA)
- 1956 – In 80 Tagen um die Welt (USA)
- 1957/58 – Die Erfindung des Verderbens (CSSR, Regie: Karel Zeman)
- 1959 – Die Reise zum Mittelpunkt der Erde (USA)
- 1961 – Robur, der Herr der sieben Kontinente (Master of the World)
- 1961 – Die geheimnisvolle Insel (USA/GB) (Mysterious Island)
- 1967 – Das gestohlene Luftschiff (CSSR, Regie: Karel Zeman)
- 1967 – Das Geheimnis des Wilhelm Storitz (Le secret de Wilhelm Storitz), TV-Film von Eric Le Hung (F)
- 1974 – Zwei Jahre Ferien (D/F/RO – TV 4-Teiler)
- 1976 – Michael Strogoff (F/D – TV 4-Teiler) (Der Kurier des Zaren, 4-Teiler)
- 1979 – Mathias Sandorf (F/D/H/I – TV 4-Teiler (H = 6-Teiler)) (Mathias Sandorf, 4-Teiler)
- 1989 – In 80 Tagen um die Welt (USA – TV, 3-Teiler)
- 2004 – In 80 Tagen um die Welt (GB/IR/D)
- 2007 – 30.000 Meilen unter dem Meer (USA) (30.000 Meilen unter dem Meer)
- 2008 – Die Reise zum Mittelpunkt der Erde (USA)
- 2012 – Die Reise zur geheimnisvollen Insel (USA) (Die geheimnisvolle Insel)
- 2021 – In 80 Tagen um die Welt (F/I/D)

## Sekundärliteratur

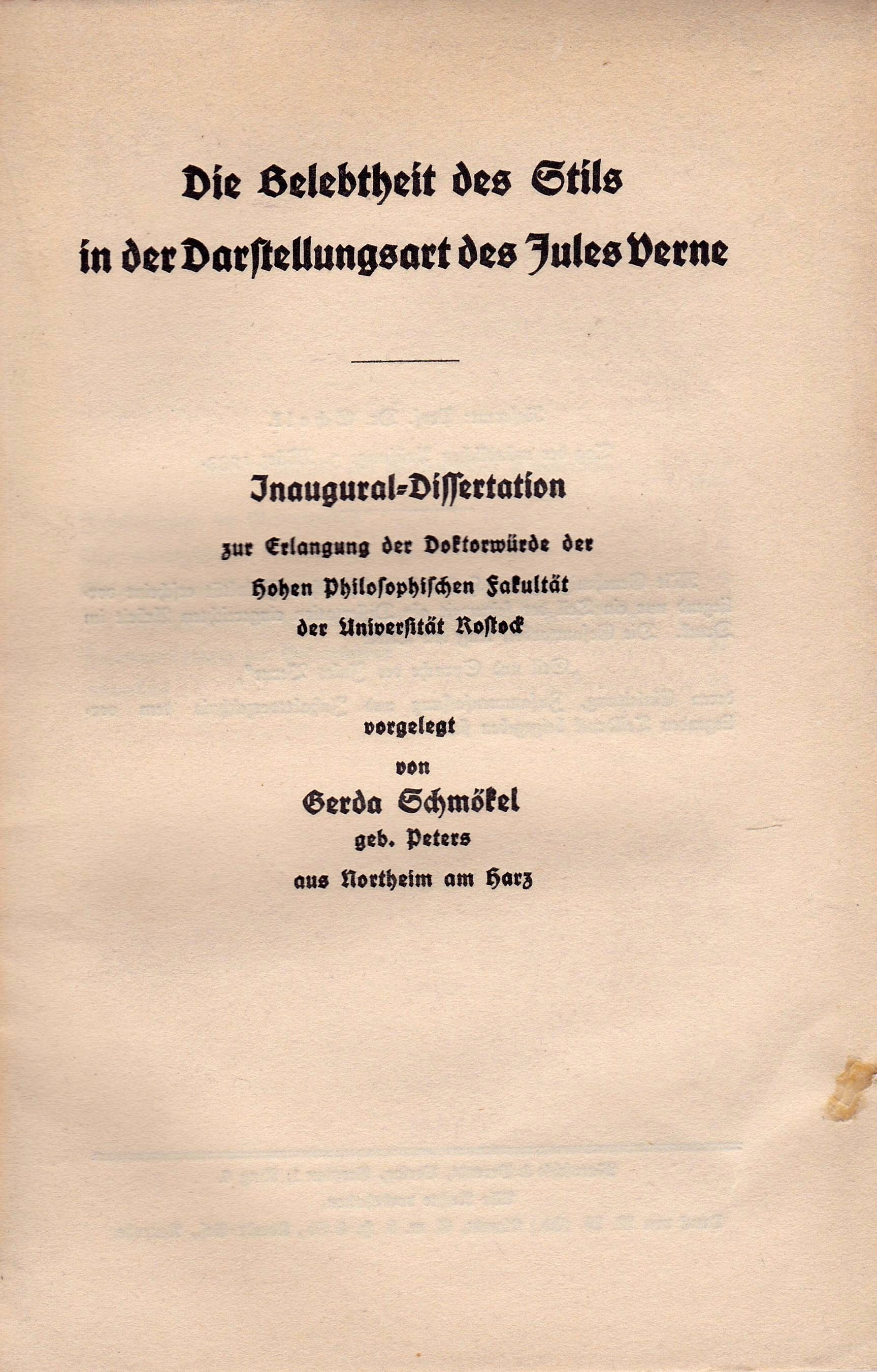
Die Belebtheit des Stils in der Darstellungsart des Jules Verne, Dissertation von 1933

- Franz Born: Der Mann der die Zukunft erfand. Markus, Eupen 1960.
- Peter Costello: Jules Verne: Erfinder der Science Fiction. Qalandar, Aalen 1979, ISBN 978-3-922121-09-1.
- Volker Dehs: Jules Verne mit Selbstzeugnissen und Bilddokumenten. Rowohlt, Reinbek 1986, ISBN 3-499-50358-1 (Rowohlt Monographien, Band 358).
- Volker Dehs: Jules Verne. Eine kritische Biographie. Artemis & Winkler, Düsseldorf 2005, ISBN 3-538-07208-6.
- Volker Dehs: Bibliographischer Führer durch die Jules-Verne-Forschung/Guide bibliographique à travers la critique vernienne. 1872–2001. Förderkreis Phantastik in Wetzlar e. V., Wetzlar 2002 (= Schriftenreihe und Materialien der Phantastischen Bibliothek Wetzlar; 63).
- Volker Dehs und Ralf Junkerjürgen: Jules Verne. Stimmen und Deutungen zu seinem Werk. Phantastische Bibliothek Wetzlar, Wetzlar 2005 (= Schriftenreihe und Materialien der Phantastischen Bibliothek Wetzlar; 75).
- Roland Innerhofer: „Die Technik war sichtbar“. Jules Vernes Inszenierung des Utopischen. In: Götz Pochat, Brigitte Wagner (Hrsg.): Utopie. Gesellschaftsformen, Künstlerträume. Akademische Druck- und Verlagsanstalt, Graz 1996 (= Kunsthistorisches Jahrbuch Graz; 26), S. 153–168.
- Ralf Junkerjürgen: Jules Verne. WBG Theiss, Darmstadt 2018, ISBN 978-3-8062-3746-7.
- Till R. Kuhnle: Das Fortschrittstrauma. Vier Studien zur Pathogenese literarischer Diskurse. Stauffenburg, Tübingen 2005, ISBN 3-86057-162-1; Teil I: „Jules Verne: Das 19. Jahrhundert zu Ende denken – ein Versuch“, S. 21–122.
- Hans-Jörg Neuschäfer: Populärromane im 19. Jahrhundert. UTB, München 1976, ISBN 3-7705-1336-3.
- Thomas Ostwald: Jules Verne, Leben und Werk. Pawlak Taschenbuch, Berlin/Hersching 1984, ISBN 3-8224-1101-9.
- Jean-Yves Paumier: Die außergewöhnlichen Welten des Jules Verne. wbg Theiss, Darmstadt 2022, ISBN 978-3-8062-4131-0.
- Max Popp: Julius Verne und sein Werk. Des großen Romantikers Leben, Werke und Nachfolger. (PDF; 12 MB) Hartleben, Wien/Leipzig 1909, in der Arno-Schmidt-Referenzbibliothek.
- Heinrich Pleticha (Hrsg.): Jules Verne-Handbuch. Verlagshaus Stuttgart, Stuttgart 1992 (für Deutscher Bücherbund/Bertelsmann Club unter anderem).
- Frank Trende (Hrsg.): Jules Verne auf Eider und Kanal. "Die Fahrt scheint nach unbekannten Welten zu gehen." Boyens, Heide 2020, ISBN 978-3-8042-1525-2

### Werke online
- Werke von Jules Verne bei Zeno.org.
- Werke von Jules Verne in verschiedenen Sprachen als gemeinfreie und kostenlose Hörbücher bei LibriVox
- Werke von Jules Verne im Projekt Gutenberg-DE
- Jules Verne in der Arno-Schmidt-Referenzbibliothek

Hörspiele in der ARD-Hörspieldatenbank
- 20.000 Meilen unter dem Meer
- Die Millionen des Kamylk Pascha – Teil 1, Teil 2 und Teil 3
- Rund um das Schwarze Meer – Teil 1 und Teil 2
- Von der Erde zum Mond
- Weitere Werktitel Jules Vernes in der ARD-Hörspieldatenbank unter der Suchemaske – Autor/Autorin:

### Weiterführende Informationen
- Literatur von und über Jules Verne im Katalog der Deutschen Nationalbibliothek
- Werke von und über Jules Verne in der Deutschen Digitalen Bibliothek
- Jules Verne in der Internet Speculative Fiction Database (englisch)
- Jules Verne bei IMDb
- Jules Verne in der Science Fiction Awards+ Database (englisch)
- Werke von Jules Verne bei Open Library
- Jules-Vernes-Club (beschreibt sich als „Basis in Sachen Jules Verne für den deutschsprachigen Raum“)
- Andreas Fehrmann’s Collection Jules Verne
- Volker Dehs, Jean-Michel Margot, Zvi Har’El: The Complete Jules Verne Bibliography (Memento vom 21. April 2020 im Internet Archive)